# Vřešťan rezavý
Vřešťan rezavý (Alouatta seniculus) je ploskonosý primát z čeledi chápanovitých, kde rod vřešťan je pro své odlišnosti zařazen do podčeledi vřešťani (Alouattinae).

## Rozšíření
Žije v tropické části Jižní Ameriky, jeho teritoria se rozkládají v Bolívii, Brazílii, Ekvádoru, Francouzské Guyaně, Guyaně, Kolumbii, Peru, Surinamu a Venezuele. Vřešťan rezavý má mezi primáty Nového světa nejrozsáhlejší areál rozšíření. Obývá tropické deštné pralesy do nadmořské výšky 3000 metrů.

## Popis

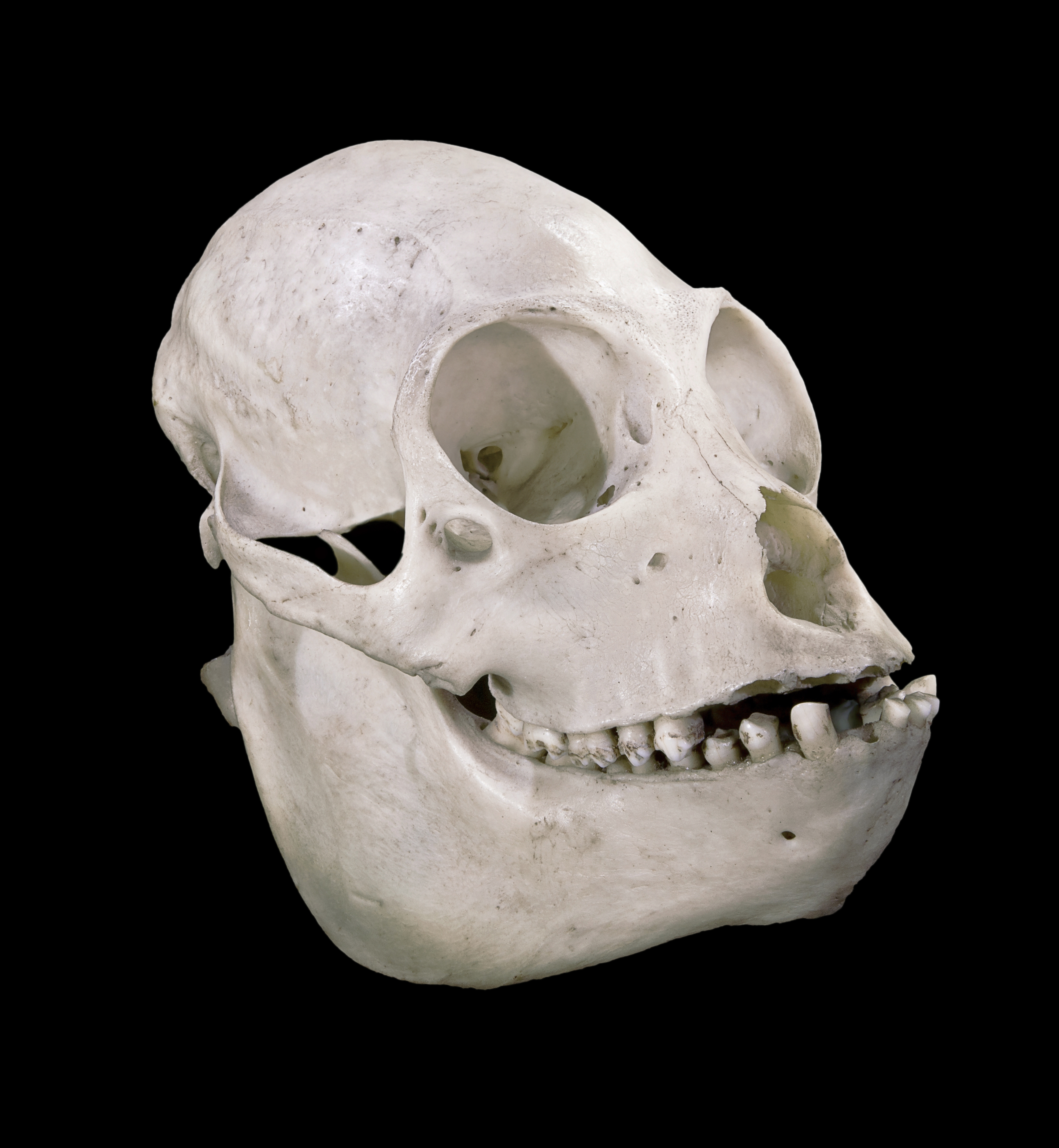
lebka

Vřešťan rezavý patří k největším opicím Nového světa. Obvykle váží 4,5–6,5 kg , samci mohou měřit i 72 cm, délka samice se pohybuje v rozpětí mezi 46 až 57 cm. Obě pohlaví mají chápavý ocas, který může dosahovat délky 75 cm.  Díky měděně červené srsti patří mezi velmi atraktivní jedince. Hřbet a boky jsou bledší a zářivě oranžové až zlaté. Hlava je velká, hlavně u samců v oblasti hrdla naběhlá a vystupující. Na bradě rostou nápadné dlouhé vousy, které jsou u samců delší než u samic. Plece jsou robustní, ve srovnání s nimi působí zadek drobně a slabě. Ocas, vousy a nohy jsou u silných starých samců často načernalé. Obličej je téměř holý a černý. Pohlavní dimorfismus spočívá převážně ve velikosti.
Je považován za nejhlasitějšího ze všech vřešťanů a tudíž za nejhlasitějšího suchozemského tvora na naší planetě. Má obdobně jako ostatní vřešťani zvláštně upravenou oblast hlasivek, kde zbytnělá jazylková kost tvoří rezonanční bubínek do kterého zasahuje vychlípenina jícnu zvětšena štítnou a prstenčitou chrupavkou. Toto zařízení funguje jako rezonanční zařízení, které jeho hlas mnohonásobně zesiluje, je slyšet až na vzdálenost 5 km. Jako všichni vřešťani rozlišuje vřešťan rezavý barvy.

## Stravování
Vřešťan rezavý je vyložený býložravec, výhradní potravu tvoří listy jen určitých stromů, ovoce, ořechy a jiné plod, pupeny a květy. Pro zpracování a využití této potravy mají velice objemný žaludek a skutečně tlusté tlusté střevo, které je ale poměrně krátké. Je potravní specialista a proto se často v zajetí nechová, je problém zajistit mu vhodnou náhradu za přirozenou stravu.

## Chování
Jsou to denní opice, které téměř celý život prožijí na stromech, v noci přespávají na stromech na kterých se přes den krmili. Moc neskáčou, jen po větvích po čtyřech polézají nebo šplhají po kmeni. Při lezení si významně pomáhají chápavým ocasem, za který se také zavěšuji. Ocas je na konci lysý a mohou jím i uchopovat předměty.
Vřešťani rezaví se sdružují do skupin od 3 do 9 zvířat (nejčastěji 5 až 7), které se skládají s jednoho nebo dvou samců, z nichž jeden je dominantní, a ze samic s potomky. Svá teritoria si samci ohraničují pravidelným hlasitým voláním, které bývá nejintenzivnější na úsvitu. Pokud se přesto dvě skupiny setkají, nedochází k fyzickému boji, pouze se překřikují.
Březost samic trvá asi 190 dnů a mládě zůstává se samici ještě 18 až 24 měsíců, samci se o ně nestarají. Až mladí samci dospějí, jsou ze skupiny vypuzení. Ti pak se sdružují do mládeneckých samčích skupin, jejichž členové budou usilovat o převzetí vlády v některé rodinné skupině. Když dominantní samec zahyne nebo je přemožen, nastupující vůdce někdy zabíjí jeho potomky.
Samice je dospělá asi ve 4, samec v 5 létech. Průměrná délka života je asi 15 až 20 let. Vřešťan rezavý patří k těm druhům amerických opic, které doposud nejsou lidskou činností ohrožené. je to dáno tím, že žijí v poměrně rozsáhlém areálu do kterého navíc zasahují těžko prostupné východní svahy And.